# Нека остане међу нама
Нека остане међу нама је филм из 2010. године. Режирао га је Рајко Грлић, по сценарију који је написао заједно са Антом Томићем.
Филм је снимљен у хрватско-српско-словеначкој продукцији.

## Радња
Филм говори о животу два брата, њихове супруге, љубавнице и децу која не знају поуздано ко им је отац. Све се измешало у двоструким животима и паралелним везама, трагању за љубављу и срећом, о пожуди која никада заправо не гасне и ужасним последицама које можете изазвати ако се, макар и случајно, нађете у туђем кревету.

## Улоге
| Глумац             | Улога      |
| ------------------ | ---------- |
| Мики Манојловић    | Никола     |
| Бојан Навојец      | Брацо      |
| Дарија Лоренци     | Ана-Марија |
| Ксенија Маринковић | Марта      |
| Наташа Дорчић      | Латица     |
| Нина Иванишин      | Даворка    |
| Буга Симић         | Маја       |
| Живко Аночић       | Нино       |
| Крешимир Микић     | Јура       |
| Ивана Рошчић       | Тамара     |
| Хелена Буљан       | Лада       |
| Дора Полић         | Милка      |
| Миљенко Брлечић    | Доктор     |
| Ива Михалић        | Дивна      |
| Вида Јерман        | Kонобарица |
| Дејан Аћимовић     | Ћелави     |

## Награде и фестивали
- 57. Фестивал играног филма у Пули
- Велика златна арена за најбољи филм
- Рајко Грлић — Златна арена за режију
- Иво Хушњак — Златна арена за сценографију
- Златна арена за најбољу споредну женску улогу припала је Ксенији Маринковић
- Златна арена за сниматеља Слободану Трнинићу
- Златна арена за музику, Алфију Кабиљу и Алану Бјелинском
- Златна арена за звук, Срђану Курпјелу

- На 45. Фестивалу глумачких остварења Филмски сусрети у Нишу
- Цар Константин за најбољег глумца у главној улози Мики Манојловићу

- 24. Филмски фестивал у Херцег Новом
- Златна мимоза за режију Рајку Грлићу

- Међународни филмски фестивал у Карловим Варима 2010. године – Награда за најбољег режисера Europa Cinemas Label
- Међународни филмски фестивал у Mar del Plati 2010. године – програм Panorama Este – East
- Међународни фестивал медитеранског филма у Montpellieru 2010. године – програм конкуренције
- Фестивал новог филма у Монтреалу 2010. године – програм Panorama International